# カルロス & ソフィア ピアノデュオ
カルロス & ソフィア ピアノデュオ（Carles & Sofia Piano Duo）は、　スペインカタルーニャジローナ出身のピアニストであるカルロス・ラマ（1970年2月26日 - ）と、ソフィア・カブルジャ（1965年3月11日 - ）から構成されるデュオである。
カルロスとソフィアは、1987年よりデュオとして演奏活動を開始し、連弾ピアノ、 2台ピアノ、オーケストラ協奏曲としてヨーロッパ、アメリカ、アジア等で演奏活動を行っている。

## 背景
カルロスとソフィアは、生まれ故郷であるジローナで音楽を学び始め、バルセロナのConservatori Superior de Música del Liceu. にて最上級の学位を取得した。1992年、２人は海外留学の奨学金を取得し、École Normale de Musique de Paris,そしてThe Hartt School にて教育を受けた。
アメリカの大学へ在学中、カルロスとソフィアは再度奨学金を受賞。カルロスとソフィアは、ロシア人ピアニスト（Nina Svetlanova） と、ブラジル人ピアニスト（Luiz de Moura Castro. ）の、二人の教授に特に強い影響を受けたと話してる。

## 演奏活動
カルロスとソフィアは、1987年に初公演を果たした。以降、ヨーロッパ、アメリカ、アジアといった様々な国々にてリサイタルを行い、国際的なキャリアを築いてきた。

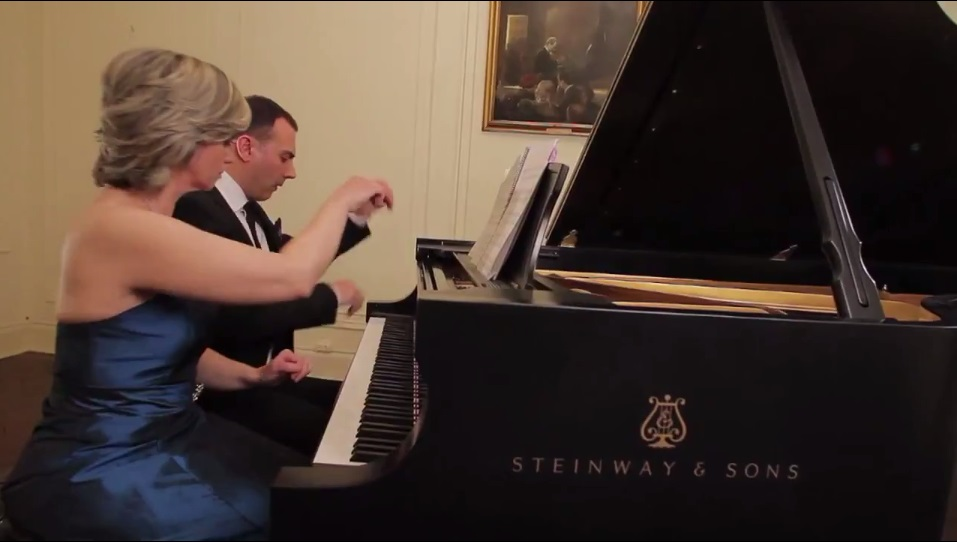
演奏中のカルロスとソフィア

2011年2月に、ニューヨークNew York City, のカーネギーホールにて Maurice Ravel La Valseを含むプログラムを演奏。
2007年3月、上海の ジンマオタワーにて、 Albéniz and De Falla, または Teatro Solísによるスペインスタイルの連弾リサイタルを行った。また、Guastavino, Aceves と Basomba . による Ibero-American  プログラムをプレゼンテーションするために、ウルグアイへ招待された。
また、カルロスとソフィアは、2台ピアノデュオ、オーケストラ、そして連弾デュオとして、世界的に有名なオーケストラと共演を果たしてきた。
2004年、カルロスとソフィアは、Johann Sebastian Bach とthe Yayasan Seni Berdaftar, in Kuala Lumpur.
.に位置する、マレーシア国際シンフォニーオーケストラによる2台ピアノBWV 1060 協奏曲を演奏。
2007年、カルロスとソフィアはthe London City Chamber Orchestra,と共に連弾のためのThomas McIntosh's Concertoを初演。また、2011年9月、the Tzar’s Village Music Festival.
にてthe State Hermitage Orchestraと共にPoulenc's Concerto in D Minor for two pianos and orchestra を演奏。
カルロスとソフィアは、特別イベントやプロジェクトにも参加している。2012年には、モスクワの国際音楽ハウスにて開催されたバッハマラソン（the Bach Marathon）に招待された。モスクワでは、3台ピアノとD Major BWV 1063 オーケストラのためのバッハ協奏曲、そして4台ピアノとA Minor BWV 1065.. オーケストラのための協奏曲を演奏。
2013年には、マドリードのFundación Juan March にて、ベートーベン交響曲のコンサートシリーズに参加した。カルロスとソフィアは、連弾ピアノ（piano four hands）のためにアレンジされた第三、第四交響曲を演奏。

## レパートリー
カルロスとソフィアは、 J.S.バッハ から 21世紀音楽まで、幅広いレパートリーを所持する。主な楽曲は、フランス、ロシア、ドイツの作曲家 
のテイストを含み、連弾とオーケストラのため編曲されたものである。また、コンサートの多くでは、Albéniz と De Falla. によるスペイン音楽を演奏している。カルロスとソフィアは、演奏することによって、John Carmichael やDaniel Basombaといった多くの現代作曲家と関係を築いてきた。

### ワールドプレミア

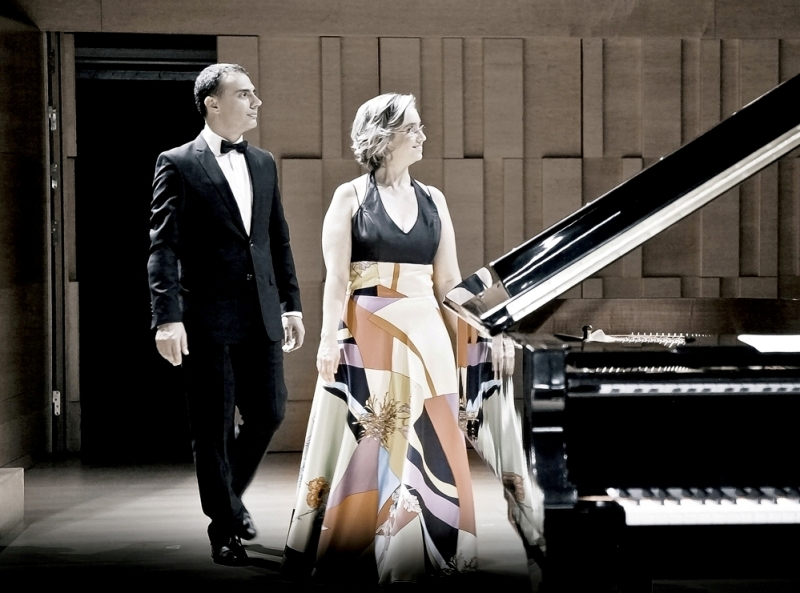
ステージ上のカルロス＆ソフィア

#### John Carmichael (オーストラリア)
- Latin American Suite: 2001年、ロンドンで初演.
- Bravura Waltzes: 2005年、バルセロナで初演.
- Hommages: 2013年、モスクワで初演.[16]

#### Thomas McIntosh (US)
- Concerto for piano four hands and orchestra. 2008年、ロンドンでLondon City Chamber Orchestra との共演 [7]

#### Daniel Basomba
- Three Studes for piano four hands: 2002年には、スペインのジローナにて初演。カルロスとソフィアのために制作された楽曲: Ed. Boileau
- Los Secretos del Búho (The Secrets of the Owl): 2007年、ポルトガルで初演
- Don Quixotte (Symphonic poem for piano four hands): 2005年、マレーシアで初演, Cervantes' Don Quixote の出版400周年記念。カルロスとソフィアのために制作された楽曲: Ed. Boileau.[17]
- TNT (Toccata-Nocturno-Toccata): 2010年にはジローナ、スペインで初演.

#### Françoise Choveaux
- Concerto Catalan for piano four hands and orchestra. 2009年にサン·ペール·ド·ローデス、ジローナで初演.[18]

## ディスコグラフィー
カルロス＆ソフィアは、KNS-Classical. のアーティストである。

### レコーディングリスト
- Schubert, Schumann (1995): ソフィア・カブルジャのピアノソロＣＤ。以下含む：Schubert’s Impromptus Op. 90 and Schumann’s Waldszenen Op. 82. Anacrusa Music. KNS-classicalによって再発売。
- Brahms, Schubert, Debussy (1996): 以下含む：ブラームスのワルツ集 Op. 39, Schubert’s Polonaises Op. 75, ドビュッシーの小組曲. Ars Harmonica. KNS-classicalによって再発売。
- Chopin (1997): カルロス・ラマのピアノソロＣＤ。Polonaises, Waltzes, Nocturnes and Balades. Ars Harmonica等とともに、ショパンリサイタルを含む。

KNS-classicalによって再発売。
- Schubert, Brahms, Dvorák(2001): 以下含む：シューベルトの幻想曲D940, Brahms’ Variations on Schumann’s theme and Three Slavic Dances by A. Dvorák.KNS-classicalによって発売。
- Fauré, Rachmaninoff, Montsalvatge, Basomba (2003) 以下含む：フォーレのドリー, Rachmaninoff's Suite Op. 11, Montsalvatge “Three Divertimentos” and Basomba’s Three Studies for piano four handsは、カルロスとソフィアのために献呈された。KNS-classicalによって発売。
- Fantasias for four hand of John Carmichael (2005): オーストラリアの作曲家によって連弾を組み込んだ楽曲。ほとんどの曲が、カルロスとソフィアのために書かれたものである。KNS-classicalによって発売。
- El piano solista (2009): ライブ録音CD。以下含む： Aceves’ ”Impresiones de España Op. 116”。歴史のあるスタインウェイ社製のピアノ使用。The Centro Cultural de Españaによって発売。
- Golden Recordings(2012):  デュオ結成25周年記念。KNS-classicalによって発売。
- Spanish Essence（スパニッシュ・エッセンス）(2014)： Albéniz'Suite Españolaから４曲、Manuel de Falla's の"La vida breve"から「Two Dances」、その他にはMoszkowski and Lecuonaからの楽曲を含む。

カルロス＆ソフィアピアノデュオは、ABC Classic FM, Catalunya Música],,Radio France, or Radio Prague, にてのレコーディング経験もある。

## 指導講義と講演
カルロスとソフィアは、ヨーロッパやアメリカ、アジアの国々にて 指導講義、講義も行っている。
2001年、東京のステインウェイホール にてスペイン音楽の講義を行う。
2005年、クアラルンプールにて、音楽文学   のワークショップを開催した。このワークショップは、Cervantes' Don Quijote  の出版400周年記念を兼ねている。
2009年10月、シンガポールの Yong Siew Toh Conservatory of Music  とNAFA (Nanyang Academy of Fine Arts) にて指導講義を行う。
2013年4月、University of Texas at Arlington にて指導講義を行う。
また、2013年6月、イタリアにて“The technique at the service of the art” の指導講義を行う。

## 芸術指導
カルロスとソフィアは、フェスティバルやコンサートシリーズにて芸術指導を行っている。
- Festival de Música de Sant Pere de Rodes, 2001年～現在にかけて開催。Sant Pere de Rodes (El Port de la Selva)  コスタ・ブラバ) [32][33]
- Festival de Música de Besalú: 2002年～2012年にかけて、Sant Pere Besalúの修道院にて開催。[34]
- Hammerklavier Series: 定期ピアノリサイタル。2004年～2009年（バルセロナ）、[35]  2003年～2010年（ジローナ）にて開催。[36].
- Liederkreis Series: 定期リート（ドイツ歌曲）リサイタル。2003年～2010年（ジローナ）にて開催。全ての歌詞にカタルニア語の翻訳付。[37]

## 受賞と功績

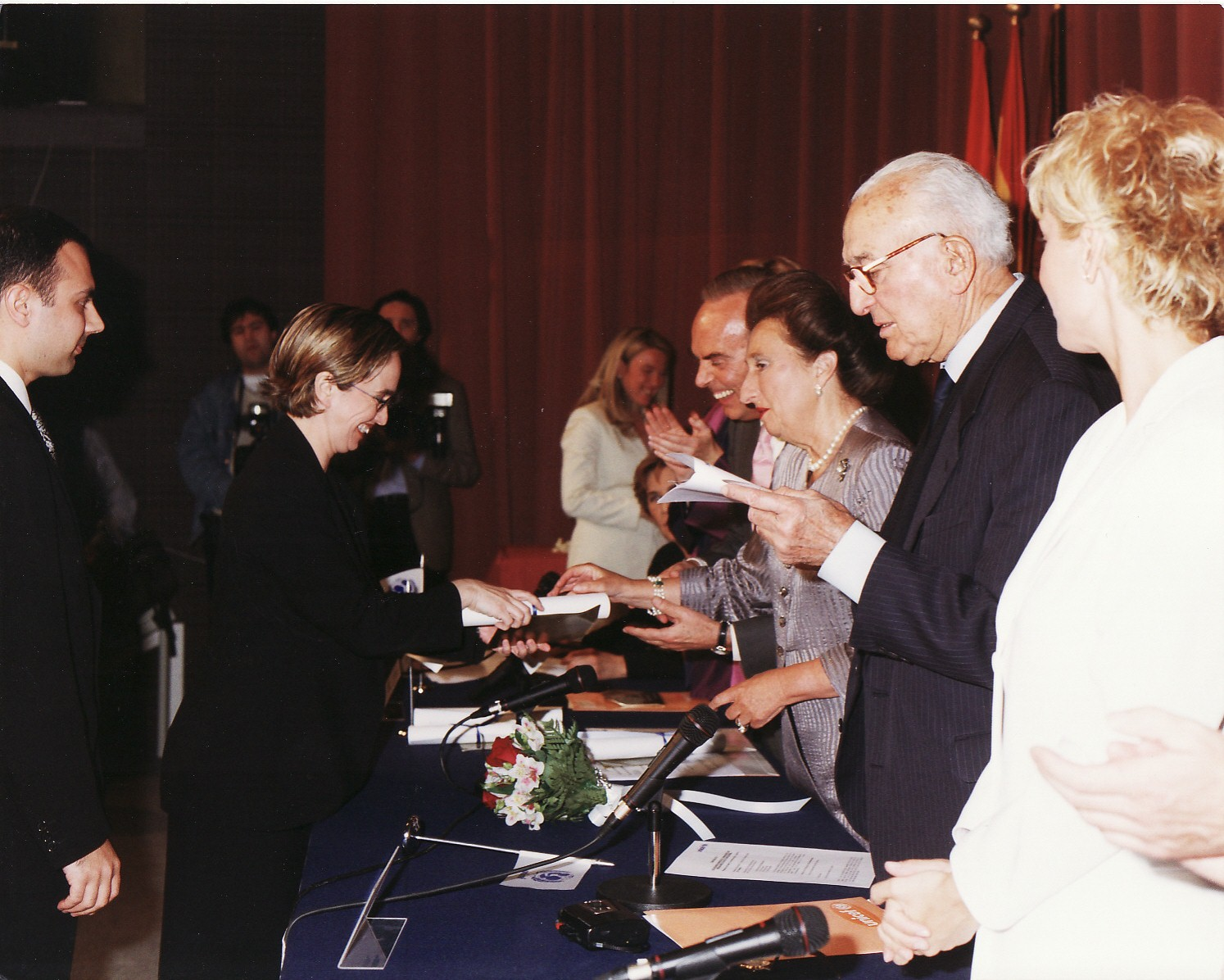
ＵＮＩＣＥＦ賞の受賞

2001年慈善コンサート終了後、マドリードにて、UNICEF から名誉勲章 を受賞する。
2012年、25周年を記念し、スタインウェイアーティストSteinway Artists  として表彰される。この功績は、Arthur Rubinstein, Sergei Rachmaninov or Alicia de Larrocha  といった先代のピアニスト達が受賞している。

## 慈善事業と新人教育
2010年、カルロスとソフィアは、音楽の力による人類団結を推進するプロジェクトとして、Concerts4Good （Music on a Mission ）を開催。Concerts4Goodとは、様々な都市や国にて催される、国際交流コンサートである。2013年1月、ポルトガル（Portugal）のPortoにて、第一回Concerts4Good を開催。
カルロスとソフィアは、若く有能な音楽家たちの助言者であり、音楽家としての生き方の指導を行っている。

## 参照
1. ↑  “Els pianistes Carles Lama & Sofia Cabruja són graduats del Liceu.”. Website of Conservatori de Música del Liceu. (Catalan).. 2013年3月閲覧。
2. ↑  “Website of Carles & Sofia piano duo. Biography”. 2013年7月11日閲覧。
3. ↑  “Performers: Carlos Lama & Sofia Cabruja, piano four hands”. Carnegie Hall. Calendar 2011.. 26 of February, 2011閲覧。
4. ↑  “The Concert of Piano Four Hands”. Shanghai Cultural Information. March, 9th, 2007閲覧。
5. ↑  “"Llega un notable dúo de pianistas".”. El Pais. Uruguay. (October, 31st, 2009)
6. ↑  Yayasan Seni Presents (April, 2004). The 11th International Piano Festival
7. 1 2  “Thomas McIntosh, composer”. Minstrel Music, UK. July, 2007閲覧。
8. ↑  “Program Tzar’s Music Village Festival”. Tzar’s Music Village Festival website. 10 September, 2011閲覧。
9. ↑  “Art November. Projects. Schedule.”. 2012年11月閲覧。
10. ↑  “Thematic Fridays. Beethoven Symphonies in Chamber Arrangements. Symphonies No. 3 and No.4”. Fundación Juan March. 2013年6月閲覧。
11. ↑  “Carles Lama & Sofia Cabruja Werke für Klavier zu Vier Händen von Bach, Brahms, Debussy, Rachmaninov, De Falla”. Sindelfingen Sommer Serenaden. 2012年6月閲覧。
12. ↑  “Complete Repertoire Carles&Sofia piano duo”. Carles & Sofia piano duo website. 2013年7月15日閲覧。
13. ↑  “Spanish Programs”. Carles & Sofia piano duo official website. 2013年7月15日閲覧。
14. ↑  “Spanish Serenade. Music (Spain).”. The European Season in Singapore. 5th of October, 2009閲覧。
15. ↑  “John Carmichael, OAM Composer. Biography”. Instant Encore. 2013年7月15日閲覧。
16. ↑  “The New Art Generation. Schedule”. Art November Festival. 2013年1月23日閲覧。
17. ↑  Basomba, Daniel. “Don Quijote, el caballero de la triste figura”. REG: B3642.   Boileau Music. 2013年7月4日閲覧。
18. ↑  “Las Noches Musicales del Centenario Costa Brava”. Costa Brava 100. 2013年7月11日閲覧。
19. ↑  “Artists: Carles & Sofia piano duo”. KNS Classical website. 2013年7月18日閲覧。
20. ↑  “John Carmichael, Puppet Show”. All Night Classics with Bob Manynard.   ABC Classic FM. 1st of March, 2012閲覧。
21. ↑  “John Carmichael. Puppet Show: Marionette Waltz”. Classic Breakfast with Emma Ayres.Sonic Philes.   ABC Classic FM. 31st of May, 2012閲覧。
22. ↑  “Els pianistes Carles Lama i Sofia Cabruja fan 20 anys de carrera”. Catalunya Música.Blog de Nit. 31st of May, 2012閲覧。
23. ↑  “Entrevista amb Carles Lama i Sofia Cabruja”. Catalunya Música. Cat Clássica. 21st of June, 2012閲覧。
24. ↑  Marta, Agraz. “Cuando tocamos estamos en el cielo”. Radio Praha:Notas de actualidad. 21st of June, 2012閲覧。
25. ↑  “Publications and Interpretations”. Yuuko Suzuki piano. 18th of March, 2001閲覧。
26. ↑  “Workshop on Music & Literature by Carlos Lama & Sofia Cabruja”. The Star Online, Malaysia. Get it on TV. (7th of July, 2005)
27. ↑  “Memoria Institucional”. Instituto Cervantes. 2013年7月18日閲覧。
28. ↑  “Visiting Artists Series. Carlos Lama & Sofia Cabruja piano duo Master-Class.”. Yong Siew Toh Conservatory of Music. Events. October, 2009閲覧。
29. ↑  “Carlos Lama & Sofia Cabruja Masterclass.”. Nafa Commuter Concerts and Master-Classes.   Time Out Singapore. Music. October, 2009閲覧。
30. ↑  “Concert and Master-Class by Carles & Sofia piano duo”. University of Texas Arlington.Events. April, 2013閲覧。
31. ↑  “Master-Class: Carlos Lama: La tecnica al servizio dell’arte”. Conservatorio Luisa d’Annunzio. Istituo d’Alta Cultura. Eventi.. 3rd, 4th and 5th of June, 2013閲覧。
32. ↑  “The Festival”. Festival de Sant Pere de Rodes’ website. 2013年7月22日閲覧。
33. ↑  “El Festival de Música de Sant Pere de Rodes conmemorará su décima edición con un dúo de piano”. Europa Press. (14th of August, 2010)
34. ↑  “Festival de Música de Besalú’s website”. 2013年7月22日閲覧。
35. ↑  “Cicle Internacional de Piano Hammerklavier”. Cultura Catalunya. Guía de fiestas y festivales. 2013年7月22日閲覧。
36. ↑  “La sisena edició del Hammerklavier dedica tres monogràfics a Bach, Chopin i Brahms”. Diari de Girona. (25th of January, 2008)
37. ↑  “La Casa de Cultura fa la volta al món amb el cicle Liederkreis”. Diari de Girona. (5th of November, 2009)
38. ↑  “.Los pianistas Carlos Lama y Sofia Cabruja nuevos artistas Steinway.”. Forum Clásico. Revista Ritmo Online.Música Viva. July, 2012閲覧。
39. ↑  “Carles & Sofia piano duo”. Steinway & Sons website.Steinway Artists. Ensembles. 5th of June, 2012閲覧。
40. ↑  “Concerts4Good’s website. The Team. Founders: Carles Lama & Sofia Cabruja”. Concerts4Good’s website. 2013年7月22日閲覧。
41. ↑  “Concertos de solidariedade no Rivoli”. Cámara Municipal do Porto. 7th of January, 2013閲覧。
42. ↑  “KNS Artists’ website Emerging Artists Manila Santini”. KNS Artists’website. 2013年7月22日閲覧。